# 转楼镇
转楼镇，原为转楼乡，是中华人民共和国河南省周口市太康县下辖的一个乡镇级行政单位。2018年撤乡设镇。区划代码改为411627114。

## 行政区划
转楼镇下辖以下地区：
转楼村、商岗村、程庄村、李保真村、李屯村、黄岗村、罗洼村、冯小桥村、褚庄村、袁庄村、路口村、郭庄村、大营子村、郭桥村、前楼村、油坊庄村、李皋村、张义宾村、大祁村、大赵村、王集村、孙北村、台寨村、孙南村、王庙村、张屯村、宋庄村、门楼张村、谢庄村、刘李堂村、朱庄村、和张村、耿楼村、王名杨村、姬庄村和李洪渐村。
轉樓鄉是農業鄉，有著豐富的農副產品資源和勞動力資源。近幾年來，鄉黨委，政府認真貫徹執行上級有關文件精神，實施農業興鄉，科教興鄉，商貿興鄉，個體私營企業興鄉戰略，積極調整農業產業結構，強力推進農業產業化進程，千方百計招商引資，發展個體私營企業，使全鄉各項工作取得了一定成效。
1976年建转楼公社，1983年改乡。1997年，面积66.6平方千米，人口4.5万，辖转楼、谢庄、张屯、刘李堂、王庙、朱庄、姬庄、耿楼、和张、孙桥、王集、台寨、张义宾、大祁、郭庄、郭桥、前楼、大营子、油坊庄、高岗、李庄、李皋、程庄、黄岗、李堡真、李屯、路口、袁庄、冯小桥、罗洼、褚庄、宋庄、王名杨33个行政村。